# Taejong de Joseon
Taejong de Joseon (n. 16 mai 1367, Hamhung, Provincia Hamgyong de Sud, RPDC – d. 10 mai 1422, Seul, Dinastia Joseon), a domnit între anii 1400-1418, și a fost al treilea rege al dinastiei, și tatăl regelui Sejong cel Mare de Joseon.

## Fondator al Joseon
S-a născut cu numele de Yi Bang-won, al cincilea fiu al regelui Taejo, și a fost catalogat drept oficial al dinastiei Goryeo în 1382. Și-a ajutat tatăl în relațiile cu poporul și figurile guvernamentale importante. În 1388 a fost trimis în China pentru a menține relațiile bune cu dinastia Ming. Taejong și-a ajutat de asemenea tatăl în formarea noii dinastii, și anume cea a Joseon, prin eliminarea oficialilor confucianiști puternici cum a fost Jeong Mong-ju care rămăsese loial dinastiei Goryeo.

## Certurile prinților
În 1392 îl ajută pe tatăl său în răsturnarea fostei dinastii și în fondarea Joseonului. Credea că va fi ales ca succesorul al tatălui său, dar fratele său vitreg mai tânăr, Yi Bang-seok (prințul Uian) a fost ales în defavoarea sa, deoarece atât Taejo cât și primul ministru Jeong Do-jeon îl favorizau pe cel din urmă și se temeau de politica împotriva nobililor pe care Taejong dorea să o instituie. În 1398 a condus o revoltă împotriva lui Jeong Da-jeon si Yi Bang-seok, exterminând facțiunea ministrului și omorându-și frații și pe mama lor, regina Sindeok. Apoi l-a împins pe fratele său, Jeongjong să fie prinț moștenitor. Dezamăgit, Taejo abdică în 1399 iar Jeongjong accede la tron. În 1400, generalul Bak Po dezamăgit de faptul că Taejong nu l-a răsplătit pentru ajutorul dat în revolta din 1398, s-a aliat cu fratele lui Taejong, Yi Bang-gan (prințul Hoean) împotriva acestuia. Taejong învinge cu succes trupele fratelui sîu, îl execută pe Bak Po, iar pe fratele său îl trimite în exil. Regele Jeongjong care se temea de acțiunile fratelui său, îl numește prinț moștenitor și abdică în același an, Taejong devenind astfel al treilea rege al dinastiei Joseon.

## Domnie
Regele Taejong și-a început domnia prin a interzice existența oricăror trupe militare private, absorbind soldații privați ai nobililor sau prinților în armata statului și eliminând opoziția guvernului. De asemenea a schimbat sistemul politic, creând un guvern central puternic și o monarhie absolută. A promovat Confucianismul, care era mai mult o filozofie politică decât o religie, și a interzis Budismul promovat de regii Goryeo. A închis multe temple construite de regii Goryeo, a confiscat averile acestora și le-a introdus în patrimoniul statului. Tot el a introdus sistemul Hopae, de identificare a populației prin înregistrarea numelor și a rezidenței, pentru a controla mișcarea oamenilor. A instalat de asemenea o tobă mare în fața curții regale, unde oamenii obișnuiți puteau veni pentru a se consulta cu regele, dacă aveau diverse probleme. În ceea ce privește relațiile externe, a atacat la granița de nord manciurienii, iar pe coasta de sud, pirații japonezi. Taejong este de asemenea cunoscut pentru invazia Oei în insula Tsushima în 1419. A promovat publicațiile, comerțul și educația. A fondat și încurajat Uigeumbu, garda regală și poliția secretă în același timp.
În 1404 mută capitala înapoi la Hanyang (Seul), și apoi abdică în 1418, lăsându-l la tron pe fiul său, care avea sa devina Sejong cel Mare de Joseon.

## Familie
Familie:
- Regina Wongyeong, din clanul Yeoheung Min (원경왕후 민씨) (11 Iulie 1365 – 10  Iulie 1420)
  - Printesa Jeonsun (정순공주) (1385 – 25 August 1460)
  - Printesa Gyeonjeong (경정공주) (1387 – 6 Iunie 1455),
  - Primul fiu
  - Al doilea fiu
  - Al treilea fiu
  - Printesa Gyeongan (경안공주) (1393 – 30 Mai 1415)
  - Yi Je, Marele Print Yangnyeong (양녕대군 이제) (1394 – 7 Septembrie 1462)
  - Yi Bo, Marele Print Hyoryeong (효령대군 이보) (6 Ianuarie 1396 – 12 Iunie 1486)
  - Yi Do, Marele Print Ghungnyeong (충녕대군 이도) (15 Mai 1397 – 8 Aprilie 1450) - Sejong cel mare de Joseon
  - Printesa Jeongseon (정선공주) (1404 – 25 Februarie 1424)
  - Yi Jong, Marele Print Seongnyeong (성녕대군 이종) (3 August 1405 – 11 Aprilie 1418)
  - Al saisprezecelea fiu
- Nobila Consoarta Regala Myeong, din  vechiu clan Andong Kim
- Nobila Consoarta Regala Ui, din clanul Andong Gwon
  - Printesa Jeongye (정혜옹주) (d.1424)
- Nobila Consoarta Hye, din clanul Cheonpung Kim
  - Yi Bi, Printul Gyeongnyeong (경녕군 이비) (13 Decembrie 1402 – 9 Septembrie1458)
- Nobila Consoarta Regala Shin, din clanul Yeongwol Shin
  - Yi In, Printul Hamnyeong (함녕군 이인) (1402 – 1467)
  - Yi Jeong, Printul Onnyeong (온녕군 이정) (1407 – 1453)
  - Printesa Jeongshin (정신옹주) (d. 26 Septembrie 1452)
  - Printesa Jeongjeong (정정옹주) (1410 – 1456)
  - Printesa Sukjeong (숙정옹주) (d. 1456)
  - Printesa Suknyeong (숙녕옹주)
  - Printesa Soshin (소신옹주) (d. 1437)
  - Printesa Sosuk (소숙옹주) (d.456)
  - Printesa Sukgyeong (숙경옹주) (1420 – 1494)
- Nobila Consoarta Regala Seon, din clanul Sunheung Ahn
  - Yi Jeong, Printul Hyenyeong (혜령군 이정) (1407 – 1440)
  - Yi Chi, Printul Iknyeong (익녕군 이치) (1422 – 1464)
  - Printesa Gyeongshin (경신옹주)
  - Printesa Sukan (숙안옹주) (d.1464)
- Nobila Consoarta Regala So, din clanul Jangyeon No
  - Printesa Sukye (숙혜옹주) (1413 – 1464)
- Consoarta Regala Jeong, din clanul Go
  - Yi Nong, Printul Geunnyeong (근녕군 이농) (1411 – 1462)
- Consoarta Regala Sug-ui, din clanul Choe
  - A patra fiica (1400 - 1402)
  - Yi Ta, Printul Huinyeong (희령군 이타) (1412 – 7 Iulie 1465)
- Doamna Regala Suggong,  din clanul Cheongdo Gim (숙공궁주 김씨)
- Doamna Regala Uijeong, din clanul Hanyang Jo  (의정궁주 조씨) (d. 1454)
- Doamna Regala Hyesun, din clanul Goseong Yi  (혜순궁주 이씨) (d. 1438)
- Doamna Regala Sinsun, din clanul Seongju Yi (신순궁주 이씨) (n. 1390 )
- Printesa Deoksuk, din clanul Yi  (덕숙옹주 이씨)
  - Yi Gan, Printul Hunyeong (후령군 이간) (1419 – 6 Octombrie1450)
- Printesa Hyeseon, din clanul Hong (혜선옹주 홍씨)
- Printesa Sunhye, din clanul Andong Jang  (순혜옹주 장씨) (d.26 July 1423)
- Printesa Seogyeong (서경옹주)
- Concubina Gim (후궁 김씨)
  - Printesa Sukgeun (숙근옹주) (d.1450)
- Doamna Yi (이씨)
  - Printesa Suksun (숙순옹주) (1421 – 1481)